# Giacomo Corona
Giacomo Corona (Milano, 20 maggio 1908 – 17 marzo 1979) è stato un politico italiano.

## Biografia
Viene eletto alla Camera nel gruppo democristiano dalla I alla IV legislatura.